# Erik Palladino
Erik Palladino (Yonkers, 10 mei 1968) is een Amerikaans acteur. Hij speelde onder meer dokter Dave Malucci in de ziekenhuisserie ER. Hij maakte in 1996 zijn filmdebuut als Seamus in Hollywood Boulevard.
Palladino is de jongste van drie zoons uit een Italiaans-Amerikaans gezin. Hij speelde vanaf 1989 diverse rolletjes in televisieseries, maar zijn doorbraak kwam in 1999, toen hij dokter Dave Malucci mocht spelen in ER. Deze rol vertolkte Palladino tot 2001.
Na 2001 speelde Palladino in diverse televisieseries mee, zoals Law & Order: Special Victims Unit en Joan of Arcadia, tot hij in 2005 de rol van sergeant Chris Silas speelde in de oorlogsserie Over There. Hier is hij de leider van een team van de derde infanteriedivisie van het Amerikaanse leger.

## Filmografie
*Exclusief televisiefilms
- The New Daughter (2009)
- A Day in the Life (2009)
- Lower Learning (2008)
- Hotel California (2008)
- Return to House on Haunted Hill (2007)
- The Thirst (2006)
- L.A. Dicks (2005)
- Barry Dingle (2005)
- Alchemy (2005)
- Breach (2004)
- Dead & Breakfast (2004)
- Latter Days (2003)
- Justice (2003)
- Life Without Dick (2002)
- Finder's Fee (2001)
- U-571 (2000)
- This Space Between Us (1999)
- Road Kill (1999)
- The Week That Girl Died (1998)
- Can't Hardly Wait (1998)
- Hollywood Boulevard (1996)

- Bibliothèque nationale de France: cb15766218c (data)
- International Standard Name Identifier: 0000 0001 1489 4306
- Library of Congress Control Number: no2005045449
- Virtual International Authority File: 29862424
- WorldCat: E39PBJjtcKgdkT3rJwy6GrMVmd